# Avenue Marx-Dormoy (Bagneux et Montrouge)
Pour les articles homonymes, voir Avenue Marx-Dormoy.
L’avenue Marx-Dormoy est une voie de communication marquant la limite entre Bagneux et Montrouge.

## Situation et accès

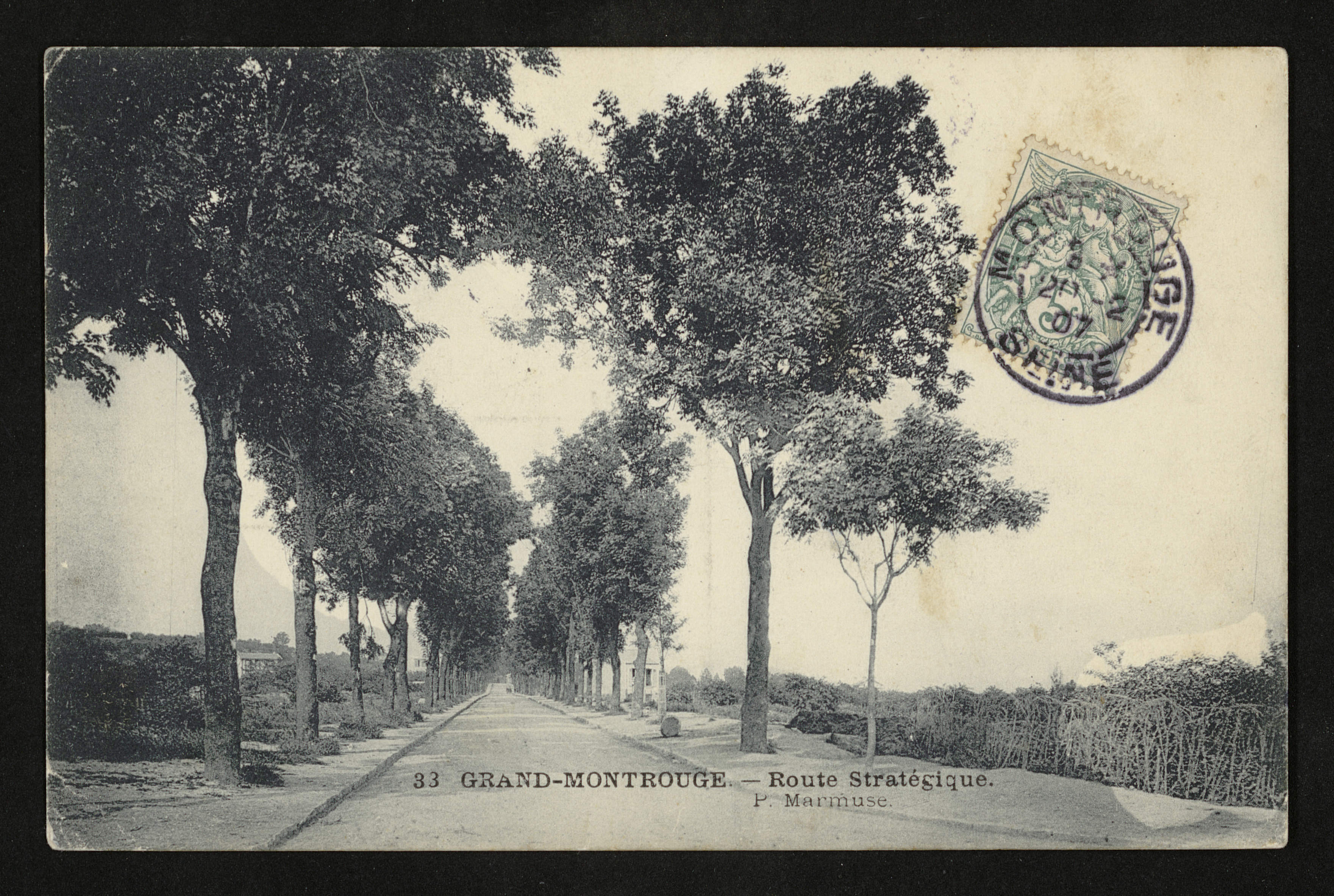
Montrouge - Grand-Montrouge - Route Stratégique, carte postale oblitérée en 1907.

Cette avenue orientée d'ouest en est, commence son tracé au pont ferroviaire de la LGV Atlantique, où l'avenue de Paris et l'avenue Pierre-Brossolette se rencontrent. Elle se confond en premier lieu avec le tracé de la route départementale 62. Elle traverse tout d'abord le croisement avec la route départementale 63, localement l'avenue Jean-Jaurès et l'avenue de la République à Châtillon. Elle longe ensuite le cimetière parisien de Bagneux, dont l'entrée est en face de la rue Fénelon.
Après le débouché de l'avenue de la République de Montrouge, elle passe un rond-point où convergent l'avenue Henri-Ginoux (route départementale 128), l'avenue Henri-Ravera (anciennement rue de Paris), l'avenue de Verdun et l'avenue de Stalingrad.
Longeant ensuite le fort de Montrouge dont, côté nord, l'avenue du Fort tient son nom, elle suit alors la route départementale 161. Elle se termine dans le département du Val-de-Marne.
Elle est desservie par la station de métro Châtillon - Montrouge sur la ligne 13 du métro de Paris et la station de métro Barbara, sur la ligne 4 du métro de Paris. Un accès se trouve à l'angle de l'avenue de Verdun et de l'avenue Henri-Ginoux.

## Origine du nom
Elle porte le nom de l'homme politique Marx Dormoy (1888-1941).

## Historique

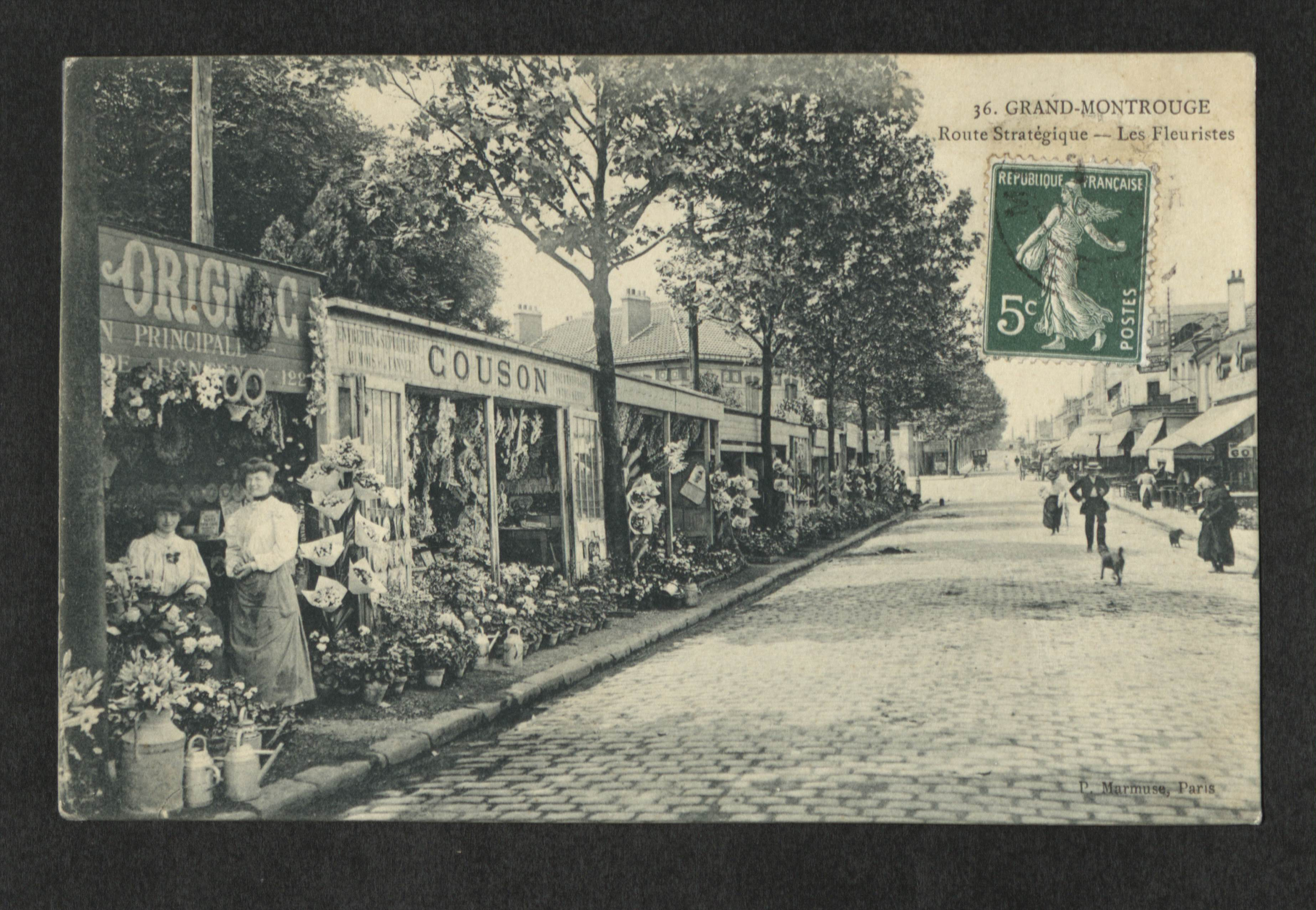
La route stratégique - Les fleuristes.

C'était autrefois la route stratégique qui joignait le fort de Vanves au fort de Montrouge,.
C'est à partir d'octobre 1842, lorsque le périmètre du fort de Vanves fut défini, qu'eurent lieu les expropriations qui permirent de tracer cette voie, qui allait jusqu'au fort d'Issy.
Le cimetière parisien de Bagneux établi par la Ville de Paris sur un terrain d'une superficie de 61,52 hectares est mis en service en 1886.
En 2016, la préparation de la construction de la future gare Châtillon - Montrouge du réseau métropolitain d'Île-de-France entraîne la destruction de plusieurs pavillons des avenues Marx-Dormoy et Jean-Jaurès et le déplacement de la gare routière. En février 2018, la mise en chantier de cette nouvelle gare qui est destinée à accueillir, outre la ligne 13 (ouverte depuis 1911) la future ligne 15 sud du Grand Paris Express, a pour conséquence la fermeture du carrefour situé à l'intersection de l'avenue Marx-Dormoy avec les avenues Jean-Jaurès (Montrouge) et de la République (Bagneux et Chatillon). La mise en service de la nouvelle ligne 15 sud est prévue pour l'année 2025.  

## Bâtiments remarquables et lieux de mémoire

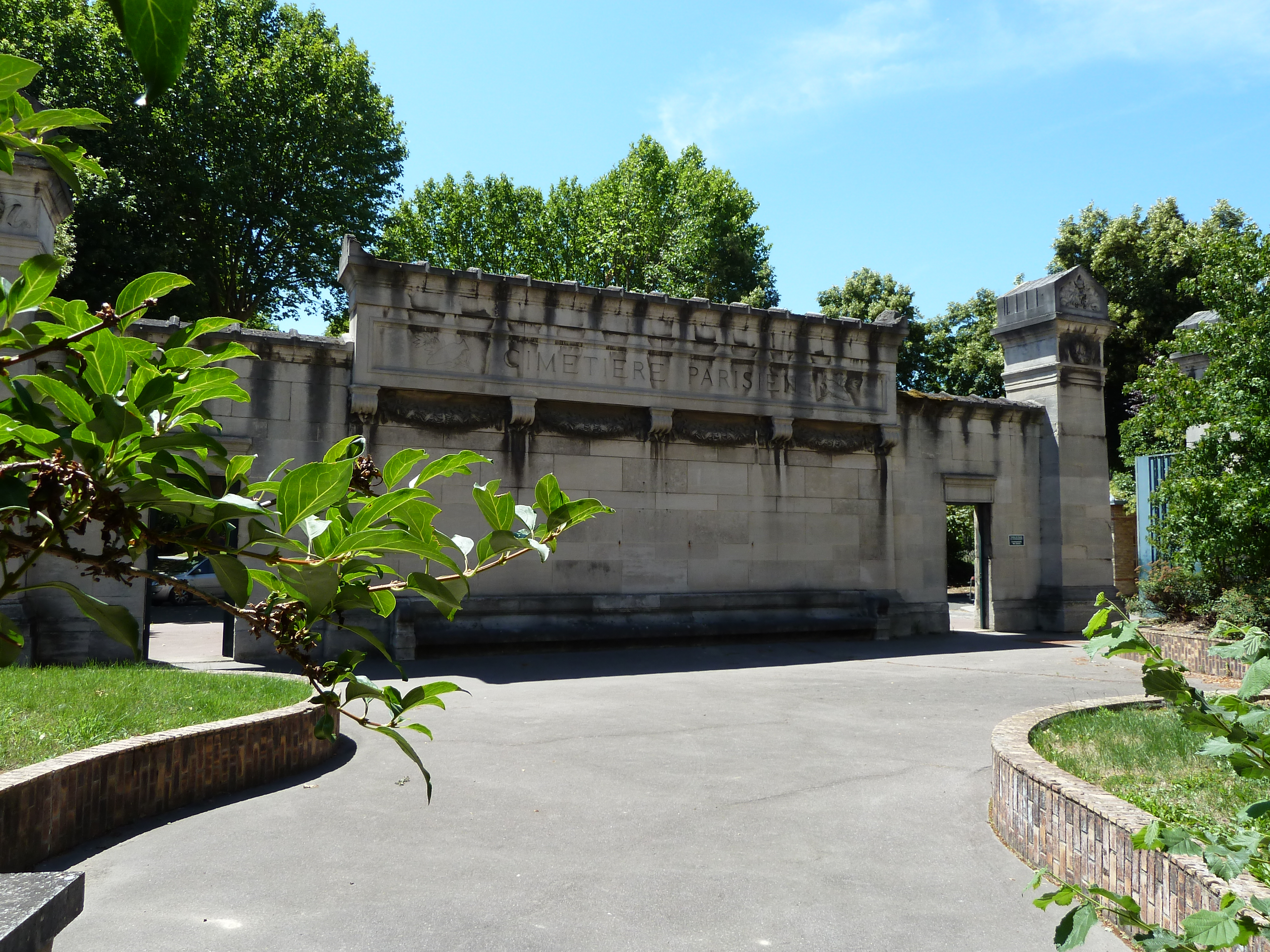
45 :
Entrée du cimetière parisien de Bagneux.

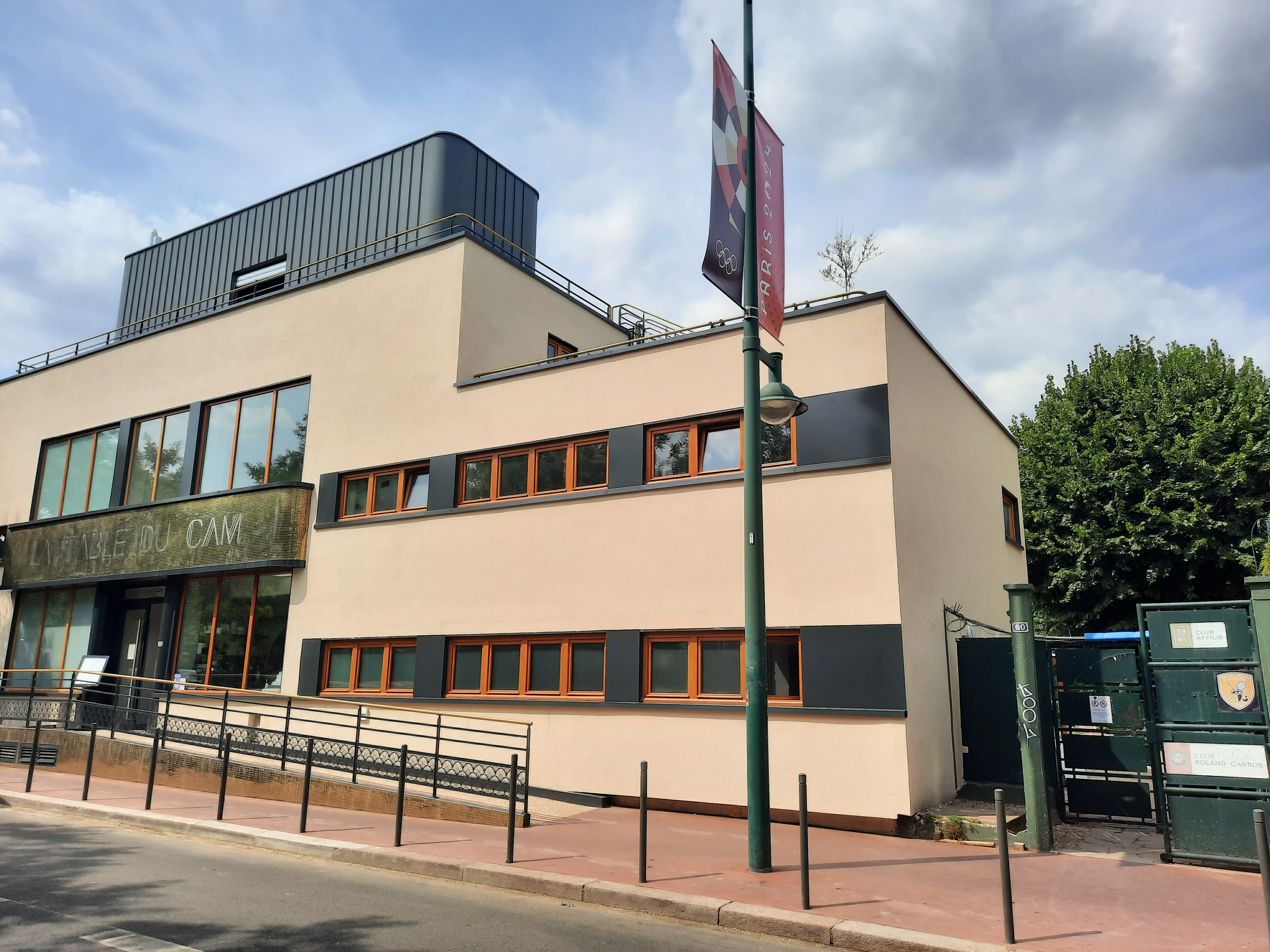
No 60 :
Cercle athlétique de Montrouge.

- No 25 (Arcueil) : Fort de Montrouge, construit vers 1845[8].
- No 45 (Bagneux) : Cimetière parisien de Bagneux, ouvert en 1886, et monument du souvenir.
- No 60 (Montrouge) : Cercle athlétique de Montrouge, club français de tennis et de hockey sur gazon fondé en 1921.
- Nos 200-204 (Montrouge) : Cité Louis-Hertz, grand ensemble de 4 immeubles de logements HBM construit en 1935 par l'architecte Julien Hirsch[9] (GPE) pour la SA « Les Maisons saines[10] ». Une année plus tôt avaient été achevées les barres de la cité « La Châtillonneraie » (1934, Henry Denis architecte) aux 5 et 7, avenue de la Marne[11].
- La voie longe ensuite le mur de clôture des ateliers de Châtillon du technicentre du TGV Atlantique jusqu'à l'avenue de la République (Bagneux et Chatillon).
- La future gare Châtillon - Montrouge (ligne 13 et future ligne 15 sud) au point de jonction avec les avenues de la République et Jean-Jaurès est en cours de construction depuis 2018 (voir ci-dessus).
- De nombreuses carrières souterraines se trouvent dans les environs[12].